# خيمينا (جيان)
بلدية خيمينا (بالإسبانية: Jimena) هي بلدية تقع في مقاطعة جيان التابعة لمنطقة أندلوسيا جنوب إسبانيا.

## الديموغرافيا
بلغ عدد سكان بلدية خيمينا 1.415 نسمة عام 2011 (وفقاً للمعهد الوطني للإحصاء الإسباني).
| 1.604 | 1.585 | 1.504 | 1.478 | 1.489 | 1.464 | 1.415 |